# Quéven
Quéven település Franciaországban, Morbihan megyében. Lakosainak száma 8906 fő (2022. január 1.). Quéven Pont-Scorff, Caudan, Lorient, Ploemeur, Guidel és Gestel községekkel határos.

## Népesség
A település népességének változása:
| Lakosok száma | 2954 | 6798 | 8400 | 8707 | 8677 | 8608 | 8676 | 8770 | 8816 | 8906 |
|               | 1968 | 1982 | 1990 | 2006 | 2013 | 2015 | 2017 | 2019 | 2020 | 2022 |